# Jazz FM Romania
Jazz FM este un post de radio din România lansat în decembrie 2018, care abordează formatul jazz, difuzând muzică din anii 1950, până în prezent cu artiști precum Frank Sinatra, Miles Davis, Count Basie, Norah Jones etc. Acest post de radio nu va emite decât în online, pe site-ul său și este disponibil totodată și pe dispozitive smart precum Google Home, Amazon Alexa, Sonos și altele. 

## Frecvențe
Jazz FM a cedat ambele frecvente, cea din Brașov pentru Dogan Media (Radio Impuls) iar cea din Sibiu i-a fost cedata unei companii din Mediaș care deține deja un post de radio local Pe frecventa Jazz FM din Sibiu, se va auzi City FM, cu tematica muzicala. Conform proprietarului, frecventele au fost cedate din lipsa de bani pentru a continua proiectul. 
Jazz FM va continua sa emită în mediul online. 
Sursa: Ședința CNA de pe 1 iulie 2020